# Fred Kingsbury
Frederick John "Fred" Kingsbury IV (ur. 20 maja 1927 w Fredericksburgu, zm. 7 października 2011 w Guilford) – amerykański wioślarz, brązowy medalista olimpijski.
Wystąpił na igrzyskach olimpijskich w Londynie w 1948, gdzie osada USA w składzie: Fred Kingsbury, Stu Griffing, Greg Gates i Bob Perew wywalczyła brązowy medal w czwórkach bez sternika. W finale o 8,7 przegrali z Włochami, a o 4,2 sekundy szybsza była osada Danii. Był to jego jedyny start olimpijski.
Kształcił się na Uniwersytecie Yale, uzyskując dyplom inżyniera. Po zakończeniu kariery sportowej pracował jako inżynier nad technologią sonaru w Naval Underwater Sound Laboratory w New London.
Jego ojciec, Howard Kingsbury, także był wioślarzem.